# 列夫·舒勃尼科夫
列夫·舒勃尼科夫（俄语： 烏克蘭語： 1901年9月29日—1937年11月10日）苏联实验物理学家，曾在荷兰和苏联工作，1930年与荷兰物理学家万德尔·德哈斯共同提出舒勃尼科夫-德哈斯效应。1935年发现第二类超导体。1937年大清洗期间，因乌克兰物理与技术学院事件中的虚假指控，由叶若夫和维辛斯基决定，舒勃尼科夫被逮捕处决。